# Pulpit Mountain
Pulpit Mountain är ett berg i Antarktis. Det ligger i Sydorkneyöarna. Argentina och Storbritannien gör anspråk på området. Toppen på Pulpit Mountain är 945 meter över havet. Pulpit Mountain ligger på ön Coronation Island.
Terrängen runt Pulpit Mountain är varierad. Havet är nära Pulpit Mountain åt sydost. Trakten är obefolkad. Det finns inga samhällen i närheten. 